# فكتور كليمبرر
فكتور كليمبرر (بالألمانية: Victor Klemperer)‏ (11 فبراير 1960- 9 أكتوبر 1881): كاتب مذكرات في مجلة رسمية في ألمانيا عام 1995، مذكرتاه تحكي قصة حياته في عهدالإمبراطورية الألمانية في جمهورية فايمار، ألمانيا النازية الواقعة في ألمانيا الشرقية.
غطت مجلاته فترة طويلة من عهد ألمانيا النازية واصبحت من المصادر المهمة التي تتحدث عن هذه الفترة، وقد انتشرت على نطاق واسع واهتم بها كل من سايل فريدلاندير و  مايكل بيرلي، وريتشارد ايفانز  وماكس هاستينغز.

## روابط خارجية
- فكتور كليمبرر على موقع IMDb (الإنجليزية)
- فكتور كليمبرر على موقع مونزينجر (الألمانية)
- فكتور كليمبرر على موقع ميوزك برينز (الإنجليزية)
- فكتور كليمبرر على موقع ديسكوغز (الإنجليزية)
- Spiegel International: Victor Klemperer
- Spiegel International: The Dresden diaries
- Excerpts from Klemperer's diaries
- Ms Susie Ehrmann. The Diaries of Victor Klemperer
- The everyday life of tyranny